# Alenia Spazio
A Alenia Spazio foi uma empresa italiana do setor aeroespacial sediada em Turim.
Criada em 1990, teve como origem as atividades espaciais das empresas: Aeritalia e Selenia Spazio.